# Дэйв Наз
Дэвид Ф. Назуорси (англ. David F. Nazworthy), профессионально известный как Дэйв Наз (англ. Dave Naz, р. 1969 г., Лос-Анджелес) — американский фотограф и кинорежиссёр, лауреат премий AVN Awards и Ninfa Award.

## Ранняя жизнь
Вырос в Беверли Хиллз, Калифорния. Отец Дэйва — Maxine F. Nazworthy  — потомок Макса Фактора, основателя компании Max Factor. Посещал El Rodeo Elementary School в Беверли Хиллз и получил диплом Beverly Hills High School.

## Карьера
С 1985 по 1997 год играл в панк-рок-группах Chemical People, Down by Law и The Last.
Вдохновлённый такими фотографами, как Ларри Кларк, Нан Голдин и Диана Арбус, начал фотографировать людей в сексуальной обстановке. В 2001 году Наз ассистировал фотографу Ричарду Керну и продолжил снимать для ряда журналов, включая Taboo, Leg Show и Barely Legal. Несколько фотографий Наза использованы в работах американского художника и фотографа Ричарда Принса.

## Личная жизнь
С 30 июля 2009 года женат на порноактрисе Ориане Смол, известной как Эшли Блу.

## Выставки
- (2015) Identity — University of Redlands Art Gallery (Редлендс, Калифорния)
- (2014) Identity — Coagula Curatorial (Лос-Анджелес, Калифорния)
- (2009) Candids — Perihelion Arts Gallery (Феникс, Аризона)
- (2007) Candids — Todd/Browning Gallery (Лос-Анджелес, Калифорния)
- (2005) Legs — Clair Obscur Gallery (Лос-Анджелес, Калифорния)
- (2004) Legs — Sometimes Madness is Wisdom Gallery (Лос-Анджелес, Калифорния)
- (2003) Panties — Perihelion Arts Gallery (Феникс, Аризона)
- (2002) Lust Circus — Stormy Leather Gallery (Сан-Франциско, Калифорния)
- (2002) Lust Circus — Curated by Mat Gleason, Coagula Gallery (Лос-Анджелес, Калифорния)[6]

## Избранная фильмография
- (2015) "Identity: In & Beyond The Binary"[7]
- (2012) "Waking Up"[8]
- (2011)  Slave 06 (JM Productions)[9]
- (2010)  F. M. Indie (Private Media Group)
- (2010)  Turbo Rock (Good Releasing)[10]
- (2009)  Cheating Hollywood Wives  (Private Media Group)
- (2009)  L.A. Girls Love...  (Private Media Group)
- (2008)  Sugar Town (Vivid-Alt)
- (2008)  Circa '82 (Vivid-Alt)
- (2008)  House of Sex & Domination  (Private Media Group)
- (2008)  L.A. Lust  (Private Media Group)
- (2006)  Skater Girl Fever (Vivid-Alt)[11]

## Награды
- 2009 AVN Awards, победа — лучший БДСМ-релиз (House of Sex & Domination — Private Media Group)[12]
- 2009 Ninfa Award, победа — лучший БДСМ-фильм (House of Sex & Domination — Private Media Group)[13]

### Интервью
- Eros Interview Архивная копия от 12 марта 2007 на Wayback Machine
- Gram Ponante Interview